# Родельс
Родельс (нем. Rodels) — деревня и бывшая коммуна в Швейцарии, в кантоне Граубюнден. 
До 2014 года имела статус отдельной коммуны. 1 января 2015 года была объединена с коммунами Альменс, Томильс, Паспельс и Пратваль в коммуну Домлешг.
Входит в состав региона Виамала (до 2015 года входила в округ Хинтеррайн).
Население составляет 265 человек (на 31 декабря 2006 года). Официальный код  —  3636.